# Saronnese
Il Saronnese corrisponde alla zona (inclusa in parte nell'Altomilanese) che comprende la città di Saronno e altri 14 comuni che gravitano intorno a questo centro, distribuiti tra le province di Varese (6 comuni), Monza e Brianza (4 comuni), Como (3 comuni) e Milano (1 comune).
Il territorio ha una popolazione di 177 142 abitanti e una superficie di circa 115 km². La densità di popolazione arriva a circa 1 500 abitanti per km quadrato. I centri più popolosi sono Saronno, Caronno Pertusella e Solaro.

## Comuni
- Caronno Pertusella (VA)
- Ceriano Laghetto (MB)
- Cislago  (VA)
- Cogliate (MB)
- Gerenzano (VA)
- Lazzate (MB)
- Misinto (MB)
- Origgio (VA)
- Rovellasca (CO)
- Rovello Porro (CO)
- Saronno (VA)
- Solaro (MI)
- Turate (CO)
- Uboldo (VA)